# Jānis Ķipurs
Jānis Ķipurs (Vecumnieku novads, 3 januari 1958) is een voormalig Lets/Sovjet bobsleepiloot. Ķipurs nam tweemaal deel aan de winterspelen en won in 1988 de gouden medaille in de tweemansbob en de bronzen medaille in de viermansbob. In het seizoen 1987-1988 won Ķipurs het wereldbekerklassement in de tweemansbob.

## Resultaten
- Olympische Winterspelen 1984 in Sarajevo 4e in de tweemansbob
- Olympische Winterspelen 1984 in Sarajevo 6e in de viermansbob
- Olympische Winterspelen 1988 in Calgary  in de tweemansbob
- Olympische Winterspelen 1988 in Calgary  in de viermansbob
- Wereldkampioenschappen bobsleeën 1989 in Cortina d'Ampezzo  in de tweemansbob

1932: Hubert Stevens / Curtis Stevens ·
1936: Ivan Brown / Alan Washbond ·
1948: Felix Endrich / Friedrich Waller ·
1952: Andreas Ostler / Lorenz Nieberl ·
1956: Lamberto Dalla Costa / Giacomo Conti ·
1964: Anthony Nash / Robin Dixon ·
1968: Eugenio Monti / Luciano De Paolis ·
1972: Wolfgang Zimmerer / Peter Utzschneider ·
1976: Meinhard Nehmer / Bernhard Germeshausen ·
1980: Erich Schärer / Josef Benz ·
1984: Wolfgang Hoppe / Dietmar Schauerhammer ·
1988: Jānis Ķipurs / Vladimir Kozlov ·
1992: Gustav Weder / Donat Acklin ·
1994: Gustav Weder / Donat Acklin ·
1998: Günther Huber / Antonio Tartaglia en Pierre Lueders / David MacEachern ·
2002: Christoph Langen / Markus Zimmermann ·
2006: André Lange / Kevin Kuske ·
2010: André Lange / Kevin Kuske ·
2014: Beat Hefti / Alex Baumann ·
2018: Francesco Friedrich / Thorsten Margis en Justin Kripps / Alexander Kopacz ·
2022: Francesco Friedrich / Thorsten Margis
- International Standard Name Identifier: 0000 0004 1727 3822
- Nationale Bibliotheek van Letland: 000187809
- Virtual International Authority File: 305130672